# 高木新二郎
高木 新二郎（たかぎ しんじろう、1935年 9月6日- 2018年8月19日 ）は、日本の弁護士。フロンティア・マネジメント株式会社特別顧問、霞が関国際法律事務所客員弁護士、凸版印刷株式会社顧問、ゴードン・ブラザーズ・ジャパン株式会社特別顧問、事業再生実務家協会創設者・顧問。博士（法学）。元裁判官。

## 人物
事業再生と倒産再建の法と実務の第一人者として知られる。夜間高校を経て中央大学を卒業し、1963年に弁護士になった。25年半弁護士業務に従事した後、弁護士任官第1号として1988年に裁判官に任官した。第二次世界大戦後、占領軍の示唆等により弁護士が高裁長官や検事長などの高官として任官したことがあったが、現場の裁判官として弁護士から任官したのは初であった。1988年の年頭所感で時の最高裁長官矢口洪一が在野弁護士からの任官を歓迎する旨述べたことがきっかけとなったが、実務経験豊富な弁護士が裁判官になるのが望ましいとする英米型法曹一元を実現するためであった。東京地方裁判所部総括、山形地方・家庭裁判所長、新潟地方裁判所長、東京高等裁判所部総括判事などを歴任し、2000年に獨協大学教授になるために定年前に依願退官した。任官中は民事裁判の審理充実促進などのために尽力し、キャリア裁判官によって構成される裁判所に新風を吹き込んだ。
退官後、負債総額最大の協栄生命保険の更生管財人として同社を再建した。2001年には全銀協、経団連、金融庁により設立された私的整理ガイドライン研究会の座長となって、裁判所外での財務再構築の指針となる「私的整理に関するガイドライン」を策定し、ハザマ、フジタ、三井住友建設、日本冶金工業、函館どつく、東洋シヤッターなどを再建した。2003年には不良債権処理と事業再生を更に加速させるために、小泉純一郎首相主導の下で、株式会社「産業再生機構」を設立して産業再生委員長になり、カネボウ、ダイエー、三井鉱山、大京、ミサワホーム、金門製作所などを再建したが、事業再生を民間主導に戻すために時限よりも1年早く2007年に機構を解散した。その後も大田弘子大臣（内閣府）の求めにより地域力再生機構研究会座長となり法案作成に関わったものの、官主導を継続することに違和感を払拭できず辞任したが、その後のリーマンショックや金融円滑化法終了後の対策を理由に、企業再生支援機構や地域経済活性化支援機構ができた。民間主導による再建を実現するために、前原誠司国交大臣の下でJAL再生タスクフォースを組織し、5名のメンバーのリーダーとして活動を開始したが、結局、企業再生支援機構に取って代わられた。
早期事業再生実務を活発するために、経済産業省などとともに様々な方策を立案した他、事業再生研究機構、事業再生実務家協会、全国倒産弁護士ネットワークなど様々な団体を創設して、その理事長や顧問となった。産業再生委員長の終盤には、経産省産業再生課とともに民間主導の事業再生のツールとしての「事業再生ADR」制度の法案作成準備に関わり、2007年の産業活力活性化法改正により実現させ、法務大臣の認証と経済産業大臣の認定によりその実施機関となった事業再生実務家協会の事業再生ADR手続実施者選定委員長となった。私的再建の多数決化に向けて「事業再生に関する紛争解決手続の更なる円滑化法に関する検討会」（座長は山本和彦一橋大学教授）を組織し、2015年に報告書を発表して方策を提言した。その第一歩として全員の同意が取れなかった場合に簡易再生に移行した場合に、対象債権を金融債権だけにして商取引債権を除外することを可能とする産業競争力強化法案が2008年2月の閣議決定を経た。引き続き「迅速再生手続法」の立法化が継続される見込である。
2007年以降は、野村證券顧問、凸版印刷社外監査役と足利銀行取締役を務めたが、2007年に80歳を越えたことを理由に、これらの役職を辞し、大西正一郎と松岡真宏が共同代表を務めるフロンティア・マネジメントの特別顧問になった。
1980年代に国際法曹協会倒産再建部門（International Bar Association)の活動に参画したのを皮切りに、倒産再建実務家国際協会（INSOL　International）、国際倒産再建協会（International Insolvency Institute, III）、環太平洋法律家協会（Inter Pacific Bar Association）、ローエイシアなどの活動に参加し、これら協会や世界銀行(World Bank)、国際通貨基金、国際連合国際商取引法委員会（UNCITRAL）やその他の国際会議で度々スピーカーを務めた。アジア銀行協会顧問としてアジア諸国を歴訪して講演し、シンガポールのアジア・ビジネス法研究所が主宰する「アジアの倒産再建スキームを調和させるためのプロジェクト」のアドバイザリー・コミッティー・コア・メンバーなどとして活動中である。
民事訴訟法学会会員として研究活動にも参加し、『アメリカ連邦倒産法』（商事法務、1996年）や『事業再生』（岩波新書、2006年）など15点以上の著書や300点以上の日本語と英語の共著、共編著、雑誌掲載論文がある。法政大学法学部兼任講師や中央大学法科大学院特任教授などを務め、2002年に66歳の時に東洋大学からは博士（法学）の学位を授与された（論博）。高木の呼び掛けにより倒産法制研究基金（高木賞）が設けられ若手研究者の研究に賞金が授与されている。
2005年に国際倒産再建協会（III）から国際倒産に対する貢献を理由に表彰(Award)され、2007年に旭日重光章を授与され、2016年には再び、国際倒産再建協会とアリックス・パートナーズ（米国本部）から創立者章(Founder’s Award)を授与された。

## 経歴
- 1960年 - 中央大学法学部卒業。
- 1963年 - 弁護士登録。
- 1983年 - 東京弁護士会倒産法部創設（事務局長、部長等）。
- 1987年 - 法政大学法学部非常勤講師（〜1995年）。
- 1988年 - 弁護士登録取消。裁判官に任官。（その後、東京高裁判事、東京地裁部総括判事、山形地家裁所長、新潟地裁所長、東京高裁部総括判事を歴任）
- 2000年 - 裁判官依願退官。弁護士再登録。獨協大学法学部教授、ときわ総合法律事務所客員弁護士（〜2003年）。
- 2001年 - 「私的整理に関するガイドライン」研究会座長。経済産業省企業法制研究会委員長。
- 2002年 - 経済産業省早期事業再生研究会委員長。事業再生研究機構、事業再生実務家協会、全国倒産弁護士ネットワークを創立し、理事長、顧問などに就任。
- 2003年1月 - 東洋大学より、博士（法学）を授与される。
- 2003年4月 - 産業再生機構取締役産業再生委員長（〜2007年）。
- 2003年6月　- 中央大学法科大学院教授（〜2006年3月）。
- 2004年 - Japanese Federation of Insolvency Professionals(JFIP，INSOL Japan)を創立してPresident, Honorary Presidentなど。
- 2005年6月 - International Insolvency Institute（III）からOutstanding Service and Contribution Awardを受賞。
- 2007年 - 民間の事業再生のツールである事業再生ADR制度の立法に関与（産活法）。
- 2007年4月 - 野村證券顧問（〜2016年4月）。フロンティア・マネジメント特別顧問、ゴードン・ブラザーズ・ジャパン(GBJ)特別顧問。
- 2007年10月 - 旭日重光章受章。
- 2008年4月 - 足利ホールディングス・足利銀行取締役（〜2016年6月）。
- 2008年11月 - 事業再生ADR手続実施者選定委員長。
- 2009年9月 - JAL再生タスクフォースリーダー。
- 2011年6月 - 凸版印刷監査役（〜2016年6月）。
- 2011年7月 - 東アジア倒産再建協会（East Asian Association of Insolvency and Restructuring,EAAIR）創設・初代会長。
- 2011年8月 - 一般社団法人個人版私的整理ガイドライン運営委員会理事長（〜2016年6月）。
- 2016年4月 - モルガン・ルイス＆バッキアス法律事務所Of Counsel。
- 2016年6月 - International Insolvency InstituteとAlix PartnersからFounder's Awardを授与される。
- 2016年7月 - 凸版印刷顧問。
- 2018年1月 - 霞ヶ関国際法律事務所客員弁護士。
- 2018年8月19日　- 死去。

## 著書等
- 『商法上の会社整理手続』（商事法務研究会、1977年、1983年に改訂）
- 『米国新倒産法概説』（商事法務研究会、1984年）
- 『体験的倒産法』（金融財政事情研究会、1988年）
- 『アメリカ連邦倒産法』（商事法務研究会、1996年）
- 『会社整理』（商事法務研究会、1997年）
- 『倒産法の改正と運用』（商事法務研究会、2000年）
- 『新倒産法の課題と将来』（商事法務研究会、2002年）
- 『企業再生の基礎知識』（岩波アクティブ新書、2003年）
- 『事業再生ー会社が破綻する前に』（岩波新書、2006年)

この他に『和議』、『会社更生・会社整理』、『破産・特別清算』（東西倒産実務研究会事法務研究会、1988・1989年）
など多数の共編著、倒産や民事裁判などに関する300点以上の内外の雑誌掲載の日本語やと英文の論文がある。

## 文献
- 須藤正彦他編『事業再生と民事司法にかけた熱き思いー高木新二郎の軌跡』 （商事法務研究会、2016年）
- 日経産業新聞「仕事人秘録」2014年10月15日～10月31日
- 日本経済新聞「人間発見」2003年5月26日～5月30日